# Gert Hartmann (Theologe)
Gert Joachim Hartmann (* 30. Mai 1935 in Wriezen; † 8. Februar 2016 in Herborn) war ein deutscher evangelischer Theologe und Autor.

## Leben und Werk
Geboren in Brandenburg wuchs er in Südhessen auf. Er studierte zwischen 1955 und 1959 in Bethel, Tübingen, Heidelberg und Kiel evangelische Theologie. Während des Studiums wurde er Mitglied der liberalen Tübinger Burschenschaft Derendingia. Nach der Promotion zum Dr. theol. 1963 in Kiel war er Pastor in Kiel und Mentor für die Pfarrerausbildung in Pinneberg. Ab 1975 war er Professor für Seelsorge am Theologischen Seminar der Evangelischen Kirche in Hessen und Nassau in Herborn. Diese Ausbildungsstätte für angehende Pfarrer leitete er von 1987 bis 1999 als Direktor.
Als Standardwerk in der seelsorglichen Ausbildung von Pfarrerinnen und Pfarrern gilt bis heute sein Buch Lebensdeutung. Theologie für die Seelsorge aus dem Jahr 1993. Nach den Anschlägen vom 11. September und dem darauf folgenden Krieg in Afghanistan erschien von ihm 2003 auch Schöngefärbt und schwarzgemalt? – Wege zum Gottvertrauen in Krisenzeiten.

## Veröffentlichungen (Auswahl)
- Die Osterberichte in Joh. 20 im Zusammenhang der Theologie des Johannes-Evangeliums. Dissertation Kiel 1963.
- mit Martin Geck: 38 Thesen gegen die neue Gottesdienstordnung der lutherischen und einiger unierter Kirchen in Deutschland. Christian Kaiser, München 1968.
- Lebensdeutung. Theologie für die Seelsorge. Vandenhoeck und Ruprecht, Göttingen 1993, ISBN 3-525-62333-X.
- Schöngefärbt und schwarzgemalt? – Wege zum Gottvertrauen in Krisenzeiten. Evangelische Verlags-Anstalt, Leipzig 2003, ISBN 3-374-02088-7.
- Erfrische Geist und Sinn. Biblische Szenen deuten Lebenserfahrungen. Spener, Frankfurt am Main 1999, ISBN 3-930206-36-6.
- Freude am Fahren. Eine kleine Ethik für Motorisierte. Christian Kaiser, München 1988, ISBN 3-459-01736-8.
- Gottvertrauen ohne Gottesfurcht täuscht, Gottesfurcht ohne Gottvertrauen kränkt. Gedanken zur theologischen Deutung des Marktgeschehens. In: Kirche zwischen Theorie, Praxis und Ethik. Festschrift für Karl-Wilhelm Dahm. Frankfurt 2011. S. 351.